# Petrus Nicolaas Gagini

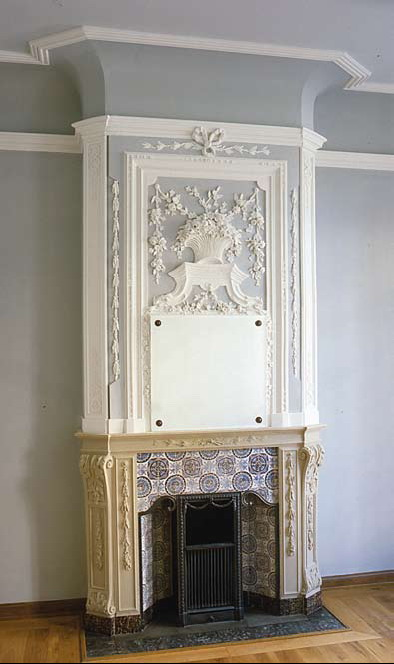
Kaminstück im Gagini-Zimmer im Couven-Museum Aachen (1778), transloziert aus Haus Drimborn

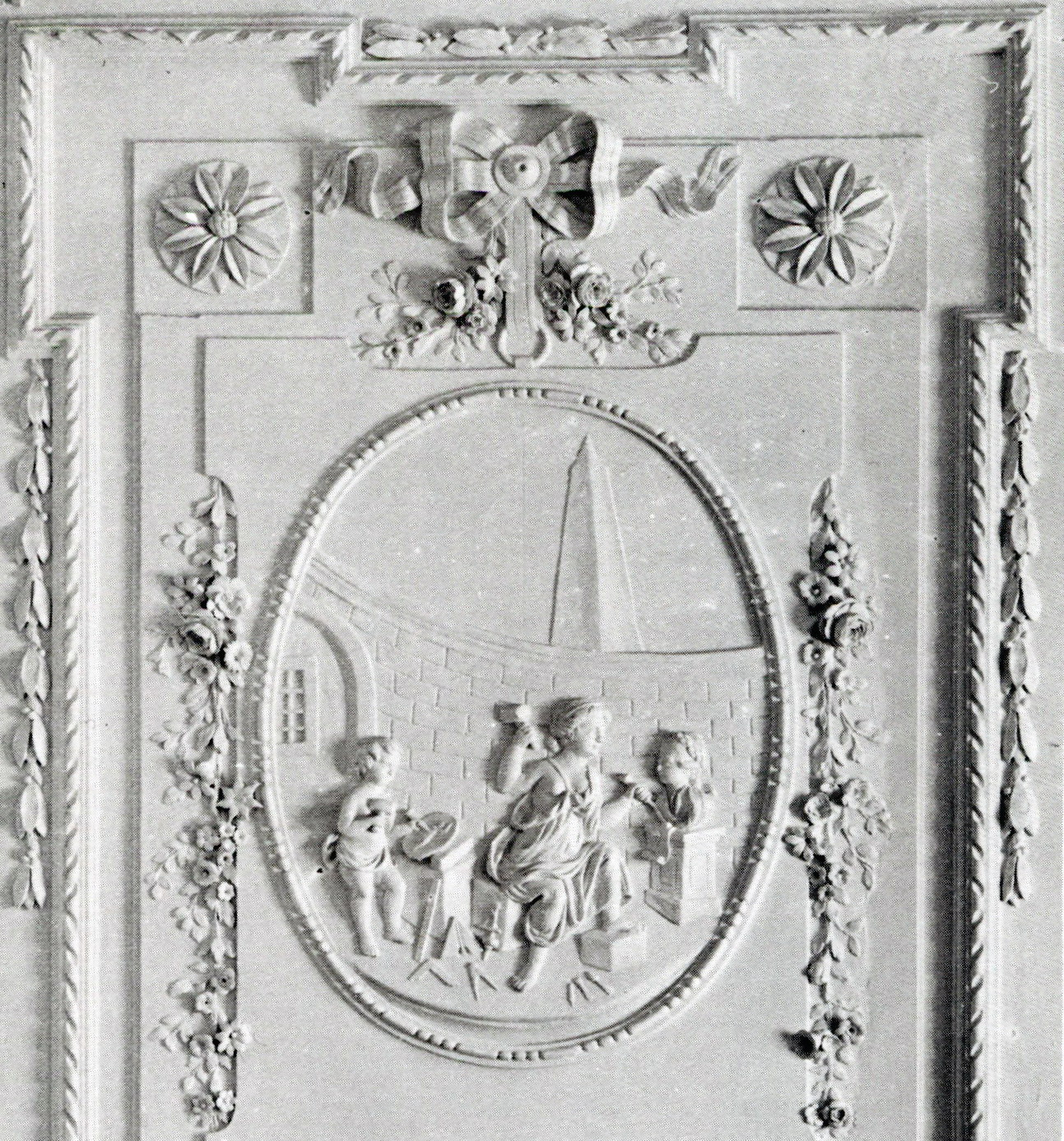
'Architectura', Detail Stuckwerk im Haus Eyll, Maastricht-Heer (1789)

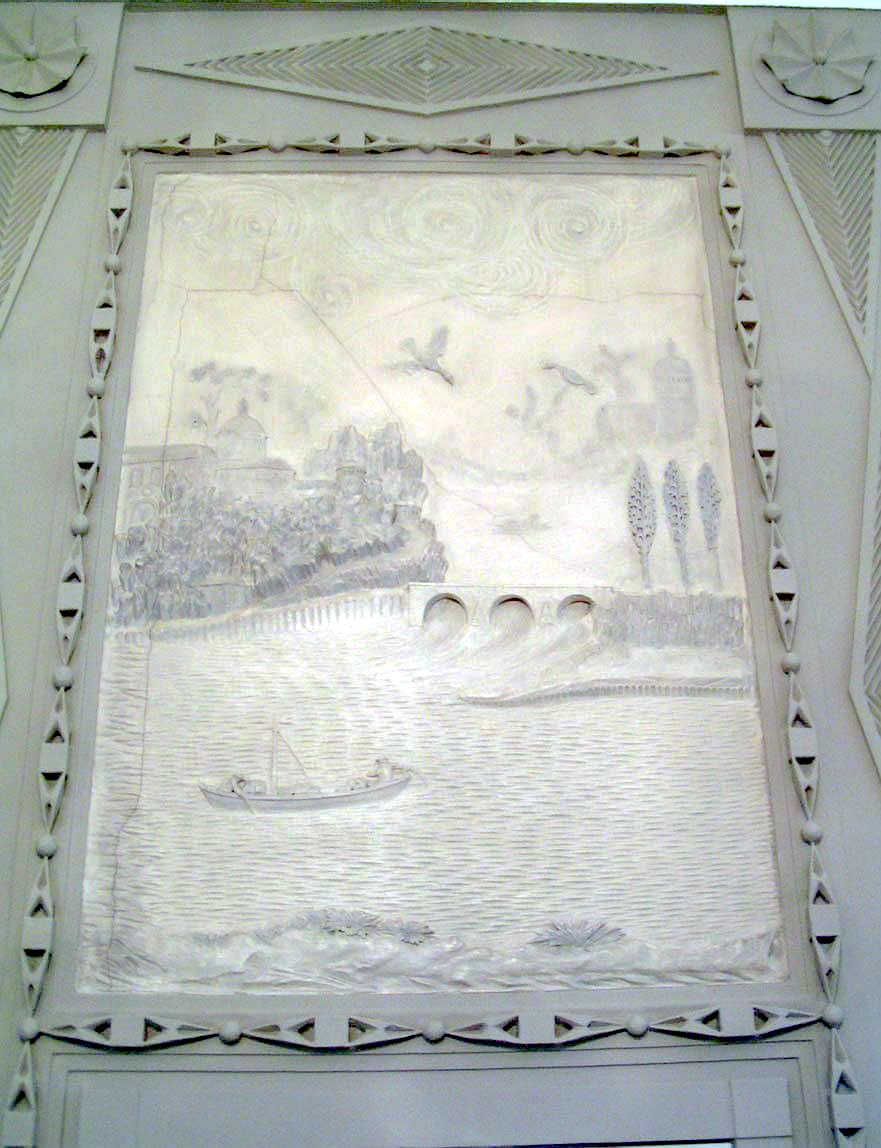
Detail Stuckwerk im Schloss Wolfrath (Holtum (NL), 1803)

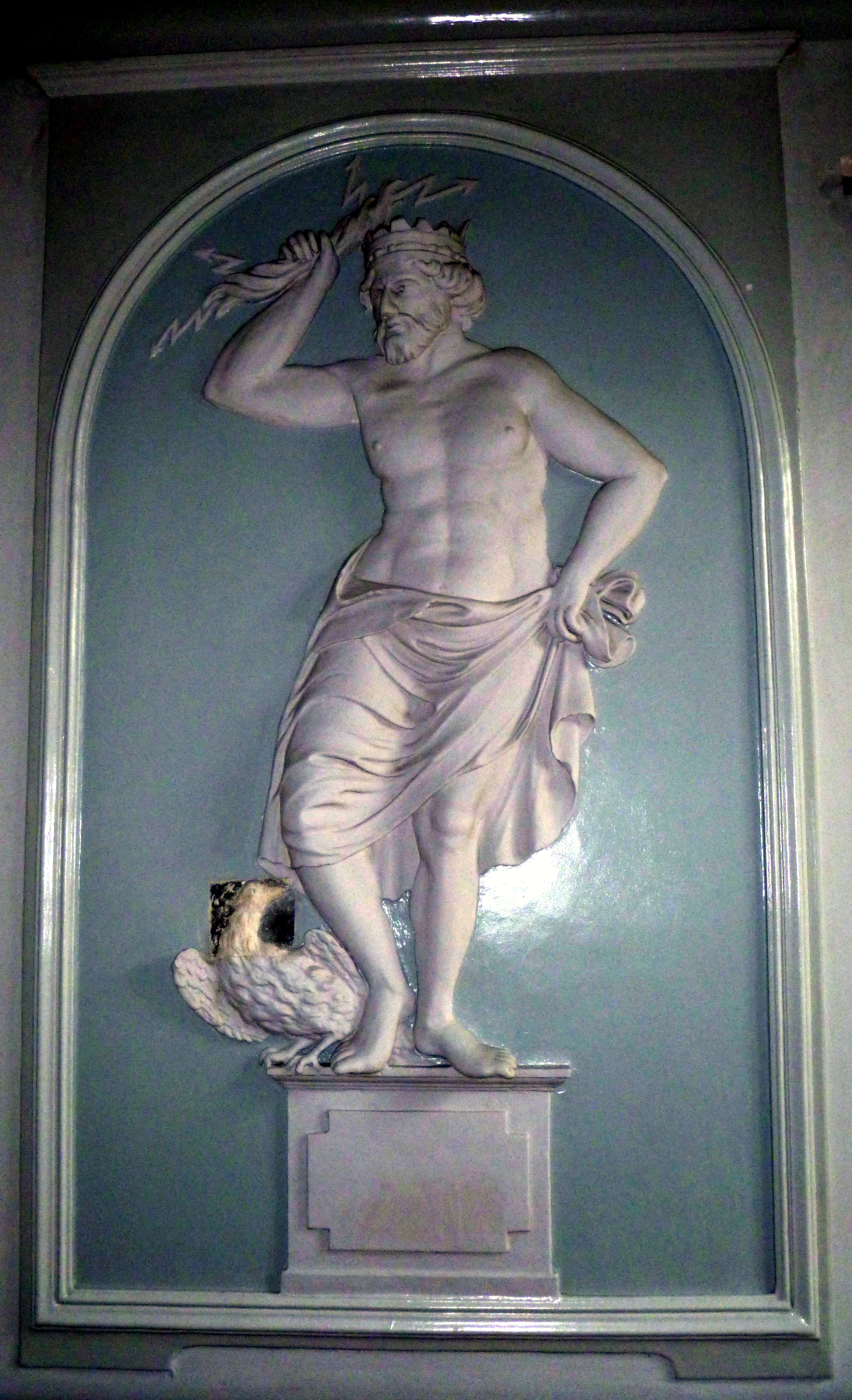
Zeus, im Treppenhaus des Friedensgerichts Eupen (1801)

Petrus Nicolaas Gagini (auch: Pietro Nicolo; Petruus Nicolaas; Petrus Nicolaus; * 13. Januar 1745 in Bissone; † 2. Oktober 1811 in Maastricht) war ein Schweizer Stuckateur und Zeichner aus dem Kanton Tessin.  Es ist denkbar, dass er von der in der Lombardei und auf Sizilien wirkenden  Bildhauerfamilie Gagini / Gaggini abstammt.

## Leben und Wirken
Seine Ausbildung ist nicht bekannt. Von seinem Frühwerk in der Schweiz ist die Darstellung Herkules und Omphale aus der Zeit vor 1770 in der Casa Cagini in Bissone überliefert. Vermutlich führte er seit 1770 nördlich der Alpen Stuckarbeiten aus. Petrus Nicolaas Gagini war in den Jahren 1778 und 1807 in Aachen tätig. Er heiratete 1791 in Maastricht, erhielt 1792 die Bürgerrechte und wurde zum Zunftmitglied der Händler, der Krämerambacht, in der sich alle Berufe, die keine eigene Zunft hatten, organisierten. Gagini bereiste in den Jahren 1796 und 1800 die Niederlande und hielt sich unter anderem in Leiden auf.

## Stil
Gagini fertigte im Zeitraum von 1781 bis 1811 zahlreiche Innendekorationen aus Stuck in der Region von Aachen, Lüttich und Maastricht an. Das künstlerische Werk Gaginis ist charakterisiert durch die Darstellung von italianisierter lokaler Architektur in einer Landschaft. Zu der traditionellen Darstellungsweise der Motive aus Vorlagebüchern fand er bei seinen Bildnismedaillons zu einem eigenen Stil und Repertoire. In seiner Bildsprache bediente er sich verschiedener, häufig wiederkehrender Elemente, wie der Verwendung der Porträtmedaillons, Blumengirlanden, Architekturperspektiven, Jagdmotiven, Allegorien der Liebe und der Architektur, Musik, Malerei, Skulptur sowie meist belebter  Landschaften. Wände und Decken gliedert Gagini mittels kannelierter Pilaster mit ionischen Kapitellen, Gebälken mit Zahnschnitt, Eierstab, Palmettenfries und Lambrequins mit Rahmen und Festons.  Die Entwürfe für die Dekorationsaufträge führte er oft selbst aus. 14 seiner Werke aus den Jahren 1781 bis 1811 sind signiert und datiert, die anderen sind Zuschreibungen.
Hans Königs vermutete bei Gaginis zahlreichen Seendarstellungen, dass dieser geneigt war, die Landschaft seiner Heimat in die Bilder einfließen zu lassen. Für Jakob Couven fertigte er die Bilder nach dessen Entwürfen an. Seine Signatur: Gagini invenit et sculpsit in Eupen, Waldenburghaus und Maastricht beweist, dass er diese Ausführungen nach eigenen Skizzen ausführte. Meist sind seine Darstellungen Phantasiewerke. Im Großen Bau bei Aachen flossen auch reale Objekte und Landschaftsmarken in die Gestaltung ein.

## Werke (Auswahl)

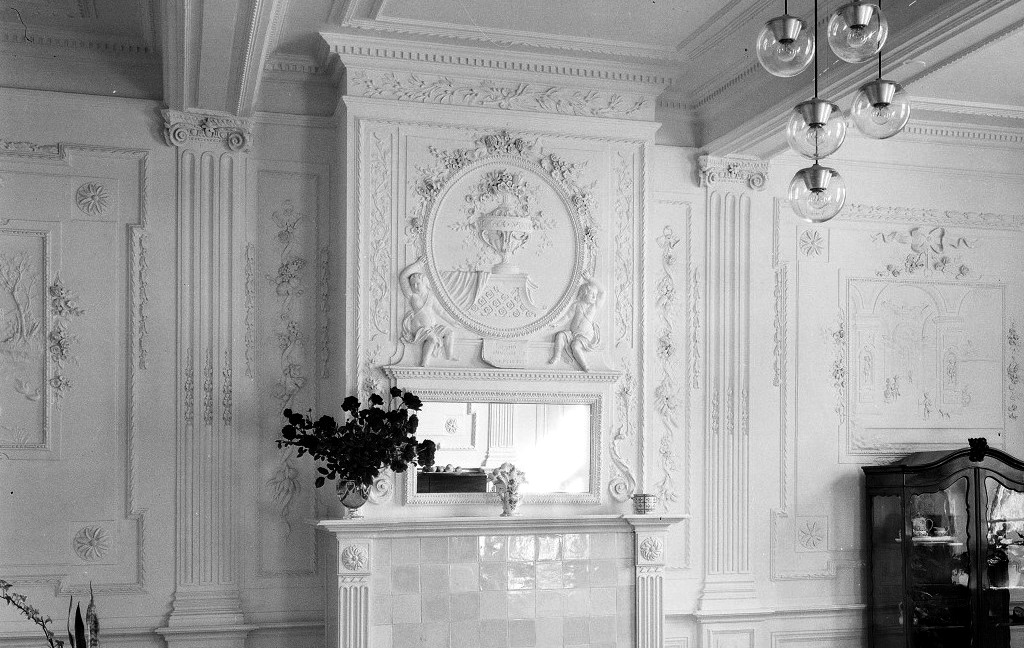
Haus Eyll, Maastricht

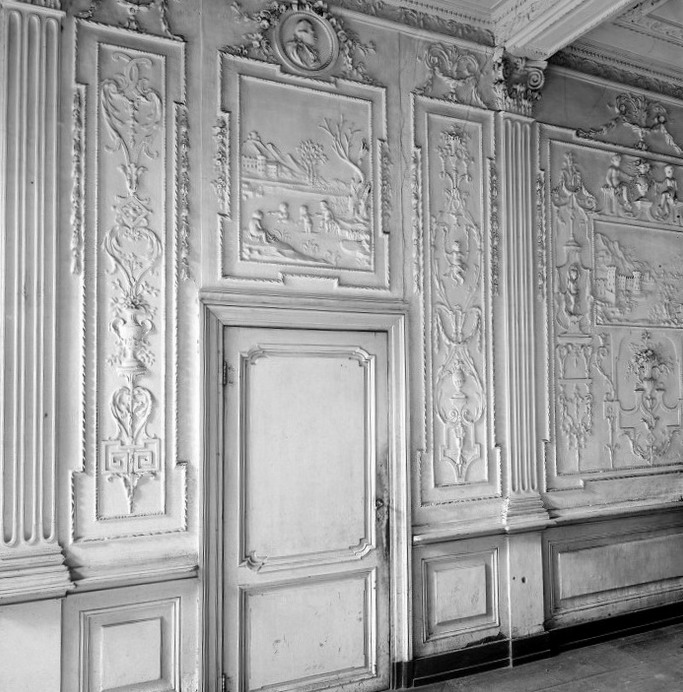
Capucijnenstraat, Maastricht

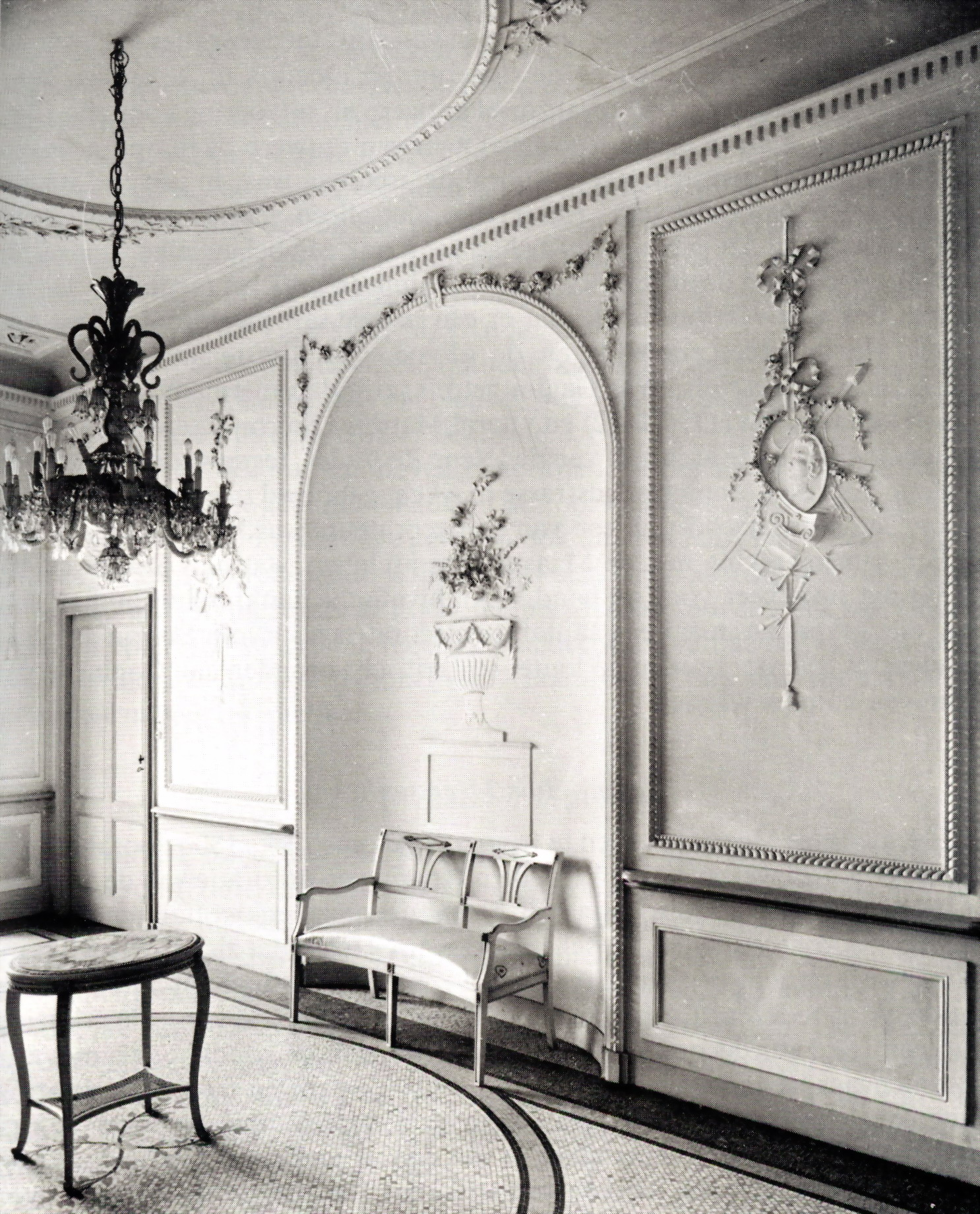
Meerssenhoven, Maastricht

- 1775: Giebelfries, im Wohnhaus Sint-Pieterstraat 42, Maastricht (1930 zerstört)
- 1778: Kaminstück, im ehemaligen Haus Drimborn[4], heute im Gagini-Zimmer im Couven-Museum Aachen.[5] Blumenkorb auf einem Tisch von Festons umgeben. Die Signatur befindet sich zweigeteilt auf dem unteren Rahmen. Auf der linken Seite eingeritzt: Gagini, auf der rechten: Fecit. 1778 in Schreibschrift.
- 1780, sign.: Kaminstück mit Apoll und Python, Supraporte mit Venus und Adonis, Mont St. Martin, Lüttich
- 1780–1789, sig. und dat.:  fünf Kaminstücke im Haus Kaperberg 31–33, Eupen
- Wohnhaus Friedrich-Wilhelm-Platz, Aachen (zerstört)
- um 1784: Stuckdekorationen und Medaillons in Schloss Rahe, Aachen[6]
- 1785 oder 1788: Grotesken, Putti (zerstört) im kleinen Salon im Hôtel de l'Amurauté, Esneux-Tilff
- 1787: Allegorien der Jagd, der Liebe, der Jahreszeiten und Elemente, Venus und Adonis, Rue Dartois, Lüttich (ehem. Standort unbekannt)
- 1788: Salon, Schloss Gors-Opleeuw, Borgloon/NL
- 1789: Saal im Haus Eyll ausgeschmückt, Maastricht-Heer
- um 1789: Dekorationen im Gagini-Zimmer des Stadhuis (Rathaus) von Maastricht, transloziert, verkleinert und umgestellt aus dem Wohnhaus Capucijnstraat 114[7][8]
- 1794: Musiksalon im Haus zur Stadt Mannheim, Komphausbadstraße 31, Aachen, zerstört (1939 in das Couven-Museum transloziert)[9][10]
- Ende 18. Jh.: Kaminstück im Chambre Romaine, Schloss Borgharen, Maastricht, nach Mathias Soiron Empireskizzen ausgeführt
- Anf. 19. Jh.: Haus Rustenburg, Bunde/NL (Geulerstraat)
- 1801, sign. u. dat.: Gartenzimmer Kaminstück mit Floralem Motiv, Kaminstücke mit Allegorien, u. a. der Schönen Künste und des Spiels, Treppenhausdekoration mit Göttern, u. a. Jupiter, Jeanne d’Arc; Decken-Gestaltung im Gartenpavillon mit olympischen Göttern (der Pavillon ist derzeit ausgelagert), im Haus de Grand Ry, Friedensgericht, Klötzerbahn 27, Eupen/B
- um 1801: Kaminstück Withuishof in Maastricht-Amby
- 1803: ein Paar Schaubilder im Esszimmer und Turmzimmer von Kastell Wolfrath, Holtum/NL, Sittard-Geleen[11]
- 1805: Allegorien der Jahreszeiten und Elemente, Waldenburghaus auch Schloss Merols genannt, Kettenis/B, zerstört[12][13][14]
- 1805: sign. u. dat.: Allegorien und mythologische Figuren als Wand- u. Deckengestaltung mehrerer Salons, Schloss Rahe, Laurensberg. Zwei Zimmer dekoriert für den Kleinratsherrn Gerhard Heusch.[15]
- 1807: mehrere Wandstuckbilder im Gartensaal des 1773 erbauten Herrenhauses des Gutes Der Große Bau[16] in Aachen-Süsterfeld.
  - Soerser Hochkirchen[17] Große Teile der auf Lehmputz angebrachten Reliefs konnte Hans Königs 1945 nach den Zerstörungen durch den Zweiten Weltkrieg bergen und im Suermondt-Museum zwischenlagern. Seit 1968 Wiederherstellung und Ergänzung durch den Restaurator Josef Souchill als Dekoration für den Händel-Saal im Alten Kurhaus Aachen[18].
  - 1807: Schurzelter Mühle, sign.: Gagini sculpsit 1807, und Schurzelter Mühle von Nord-Osten[19], Wandstuckbilder beiderseits des Kamins im Gartensaal des Großen Baus; 1944 zerstört.
  - 1807 Gehöft mit Obstbaum und Weiher, Rundbild des Kamins im Gartensaal des Großen Baus
- Unbekannt: Verkündigung an Maria, Kaminstück im Gaginis Wohnhaus in der Eikelstraat 1, Maastricht (verschollen)
- Unbekannt: Vestibül Huis Meerssenhoven, Maastricht-Itteren
- Haus Meyer, Klötzerbahn 25, Eupen[20]
- Haus Schouff, Kaperberg 33, Eupen[21][22]
- Ecksaal im ersten Stock Haus Friedrich Wilhelm Platz 2, Aachen[23]
- Unbekannt: zwei Privathäuser in Kettenis[24]